# Orações iniciais (Igreja Ortodoxa)
As orações iniciais são a série de orações com as quais se começa a maioria dos ofícios litúrgicos na Igreja Ortodoxa e nas Igrejas Católicas Orientais de rito bizantino.

## Forma comum
Costumam-se iniciar as orações iniciais com uma bênção pelo sacerdote, a qual geralmente é:
- Bendito seja o nosso Deus, agora e sempre e pelos séculos dos séculos.

Se não houver sacerdote, no entanto, o leitor diz:
- Pelas orações dos nossos Santos Padres, Senhor Jesus Cristo nosso Deus, tem piedade de nós. Amém.

Em seguida, o leitor continua:
- Amém. [Glória a Ti, Senhor, nosso Deus, Glória a Ti!][1]
- [Rei Celestial, Consolador, Espírito de Verdade, Tu que estás presente em tudo e enches tudo, Tesouro de bens e Doador de vida: Vem e habita em nós, purifica-nos de toda impureza e salva as nossas almas, Tu que és bom.][1]
- O Triságion: Santo Deus, Santo Forte, Santo Imortal, tem piedade de nós! (três vezes, todo mundo fazendo uma prostração na cintura de cada vez).
- Glória ao Pai, ao Filho e ao Espírito Santo, e agora e para sempre, e pelos séculos dos séculos. Amém.
- Santíssima Trindade, tem piedade de nós. Senhor, purifica-nos dos nossos pecados. Mestre, perdoa-nos as nossas iniquidades. Tu que és Santo, cura, pelo Teu Nome, as nossas enfermidades e visita-nos.
- Senhor, tem piedade (três vezes).
- Glória ao Pai, ao Filho e ao Espírito Santo, e agora e para sempre, e pelos séculos dos séculos. Amém.
- Pai nosso, que estás nos Céus, Santificado seja o Teu Nome, venha a nós o Teu Reino, seja feita a Tua vontade, assim na terra como no Céu. O Pão nosso de cada dia nos dá hoje, perdoa-nos as nossas dívidas, assim como nós perdoamos aos nossos devedores, e não nos deixes cair em tentação, mas livra-nos do maligno.

O sacerdote conclui o Pai-Nosso, dizendo:
- Pois Teu é o reino, o poder e a glória, Pai, Filho e Espírito Santo, agora e sempre e pelos séculos dos séculos.

Leitor:
- Amém. Senhor, tem piedade (doze vezes)
- Glória ao Pai, ao Filho e ao Espírito Santo, e agora e para sempre, e pelos séculos dos séculos. Amém.
- Vinde, adoremos Deus, nosso Rei! (Prostração) Vinde, adoremos e prostremo-nos diante de Cristo, nosso Rei e Deus. (Prostração) Vinde, adoremos e prostremo-nos diante do Próprio Cristo, nosso Rei e Deus! (Prostração)

### Velhos crentes
Entre os Velhos Crentes, as orações iniciais são precedidas pelas seguintes:
- Senhor, sê misericordioso com o pecador que sou. (Prostração)
- Tu me criaste, Senhor, tem misericórdia. (Prostração)
- Pequei inúmeras vezes, Senhor, perdoa-me. (Prostração)

Após isto, alguns adicionam:
- Tem misericórdia e perdoa a mim, um pecador. (Prostração)

Em seguida, diz-se o Axion Estin, seguido por "Glória ao Pai, ao Filho e ao Espírito Santo." (Prostração) "E agora e sempre, e pelos séculos dos séculos. Amém." (Prostração) "Senhor, tem piedade, Senhor, tem piedade. Senhor, abençoa." (Prostração) "Senhor Jesus Cristo, Filho de Deus, pelas orações de tua puríssima Mãe, pelo poder da preciosa e vivificante Cruz, através da intercessão de meu santo anjo da guarda e de todos os santos, tem misericórdia de mim e salva-me, um pecador, pois Tu és bom e amas a humanidade. (Prostração)"